# Тенденційний роман
Рома́н тенденці́йний — різновид роману, в якому уявний світ, витворений автором, підпорядкований певний ідеологічній позиції.
Письменник відверто прагне підвести читачів до заздалегідь окреслених висновків, популяризує ті чи інші політичні переконання. Герої такого твору чітко й виразно поділяються на «позитивних» і «негативних»; в уста героїв «позитивних», як правило, вкладаються політичні «істини», вони стають виразниками ідеологічних чи політичних переконань автора. Тенденційний роман був типовим для радянської літератури (яскраві зразки — «День отця Сойки» С. Тудора, роман Ю. Смолича).

## Джерело
- Літературознавчий словник-довідник за редакцією Р. Т. Гром'яка, Ю. І. Коваліва, В. І. Теремка. — К.: ВЦ «Академія», 2007. — с. 610-611